# Burevij (raketomet)
Burevij (ukrajinsky Буревий) je salvový raketomet vyráběný ukrajinským výrobcem Opravárenský závod Šepetivka. Jde o další vývoj sovětského raketometu BM-27 Uragan.

## Popis
Ráže zbraně je 220 mm. Odpalovací platformou je Tatra Т815-7Т3RC1.